# Lillie-Marleen-Schutzhütte
Die Lillie-Marleen-Schutzhütte ist eine deutsche Polarforschungs-Station in der Antarktis. Sie wurde 1979 während der GANOVEX-I-Expedition (German Antarctic North Victoria Land Expedition I), die von  der Bundesanstalt für Geowissenschaften und Rohstoffe (BGR) durchgeführt wurde, in der Everett Range unweit der Pennell-Küste im nördlichen Viktorialand errichtet. Der Name ist von dem Lied Lili Marleen und dem Lillie-Gletscher abgeleitet, an dessen Rand die Hütte erbaut wurde. Die Lillie-Marleen-Hütte war die erste Station der Bundesrepublik Deutschland in der Antarktis nach dem Zweiten Weltkrieg.
Die Biwak-Hütte ist eine Kunststoffkabine mit einer Grundfläche von 8 m × 10 m, die auf ein Metallgerüst montiert wurde.
Als während der GANOVEX-II-Expedition 1981/1982 das Expeditionsschiff Gotland II in der Yule-Bucht durch Packeis leckgeschlagen war und am 18. Dezember 1981 sank, konnten alle 41 Expeditions- und Besatzungsmitglieder mit Hubschraubern in die Lillie-Marleen-Hütte evakuiert werden. Die kleine Schutzhütte bot jedoch nicht für alle Schiffbrüchigen ausreichend Platz. Ein Teil von ihnen musste bei eisiger Kälte in Zelten untergebracht werden. Die Forscher in der Lillie-Marleen-Hütte stellten einen Funkkontakt zur 700 km entfernten amerikanischen McMurdo-Station her. Von einem nur 150 km entfernten US-Camp konnten Hercules-Transportmaschinen starten und die Mannschaft sowie die Wissenschaftler in die McMurdo-Station in Sicherheit bringen. GANOVEX II wurde abgebrochen.
Der Bau der Lillie-Marleen-Hütte war 1979 der Neubeginn der deutschen Antarktisforschung nach dem Zweiten Weltkrieg durch die BGR, die 1983 mit der Errichtung der Gondwana-Station am Rossmeer weiter ausgebaut werden konnte. Die Lillie Marleen-Hütte wird heute nicht mehr benutzt. Sie dient nur noch als Notunterkunft.
Auf der 28. Konsultativtagung der Antarktisvertragsstaaten 2005 in Stockholm, wurde die Lillie-Marleen-Hütte als erste deutsche „Historische Stätte und Denkmal HSM-79“ auf dem antarktischen Kontinent anerkannt, die neben der Schutzhütte auch einen Gedenkstein umfasst, der an den dramatischen Untergang des Expeditionsschiffes Gotland II im Jahr 1981 erinnert.
Die Inschrift auf dem Gedenkstein lautet:

„GANOVEX II 81/82

ENDED

DUE TO THE

SINKING OF MS GOTLAND II“